# Lista de episódios de Digimon Adventure tri.
A seguir se apresenta a lista de episódios do anime Digimon Adventure tri., que é dividido em seis filmes.

## Saikai
Saikai (再会, Reunião), lançado em 20 de novembro de 2015, é o primeiro de seis filmes e nele é contido quatro episódios.
| OVA | Episódio | Título             | Data de exibição       |
| --- | -------- | ------------------ | ---------------------- |
| 1 | 1        | Saikai, episódio 1 | 20 de Novembro de 2015 |
| Seis anos após serem lançados ao Digimundo e viver grandes aventuras ao lado dos Digimons, as oito crianças digiescolhidas agora vivem uma vida pacata, mas cada vez mais distantes um do outro. Enquanto todos os esforços de Taichi para reunir o pessoal parecem ser em vão, estranhos acontecimentos começam a ameaçar a cidade e um Kuwagamon em fúria surge sobrevoando o mundo humano. |          |                    |                        |
| 1 | 2        | Saikai, episódio 2 | 20 de Novembro de 2015 |
| Uma nova ameaça paira na cidade e é um Kuwagamon em fúria. Taichi corre para combatê-lo, mas seus esforços são inúteis sozinho. É quando ele ouve uma voz e um velho amigo aparece para ajudar. |          |                    |                        |
| 1 | 3        | Saikai, episódio 3 | 20 de Novembro de 2015 |
| Diante de uma nova e terrível ameaça, as crianças digiescolhidas enfim se reúnem novamente, assim como seus queridos amigos Digimons. Mas os sentimentos de Taichi e Yamato entram em conflito e sua amizade parece ficar abalada. No entanto, eles ainda têm coisas em comum, como o desejo de saber a verdade sobre seu professor e o por que de ele saber tanto sobre o Digimundo.         |          |                    |                        |
| 1 | 4        | Saikai, episódio 4 | 20 de Novembro de 2015 |
| Mesmo com tanta coisa acontecendo, as 8 crianças digiescolhidas querem lutar para vencer as ameaças vindas do Digimundo. Com exceção de Taichi, que parece hesitar mesmo em momentos cruciais. |          |                    |                        |

## Ketsui
Ketsui (決意, Determinação), lançado em 12 de março de 2016, é o segundo de seis filmes e nele é contido quatro episódios..
| OVA | Episódio | Título             | Data de exibição    |
| --- | -------- | ------------------ | ------------------- |
| 2 | 5        | Ketsui, episódio 5 | 12 de Março de 2016 |
| Os Digi-escolhidos, incluindo Meiko, exceto Joe se reúnem numa terma para se divertirem. A situação muda quando os Digimons das meninas vão ao lugar onde estão os meninos e isso as faz irem onde estão os Digimons. |          |                    |                     |
| 2 | 6        | Ketsui, episódio 6 | 12 de Março de 2016 |
| Mimi dá uma sugestão de um novo uniforme na classe que deveria usar no serviço do restaurante. Ogreymon ataca a cidade e Mimi se prontifica a atacar Ogreymon sozinha, mas seu ataque atinge um helicóptero de reportagem, mas Leomon vai atrás de Ogreymon e o leva embora. Mimi é retratada como egoísta que a deixa muito mal. Ela depois se encontra com Joe que o faz ficar dividido se ele realmente deveria continuar com seus estudos ou continuar seu dever como Digi-escolhido. Taichi leva Leomon para comentar da situação. |          |                    |                     |
| 2 | 7        | Ketsui, episódio 7 | 12 de Março de 2016 |
| Gomamon foge de sua casa ao saber que Joe se vê incapaz de atuar missões como Digi-escolhido. Mimi vê Meiko com seu uniforme e decide trabalhar no restaurante com ela, sendo as únicas a ter mesmo uniforme desenhado por Mimi. As duas são um sucesso no restaurante, mas é Meiko que atrai o público. Os Digimons fazem Leomon irem para a cidade em que entram num concurso de pessoas fantasiadas assustadoramente fofas, que preocupa os Digi-escolhidos. Yamato questiona Taichi e fica intrigado porque a fusão de Omegamon foi desfeita. |          |                    |                     |
| 2 | 8        | Ketsui, episódio 8 | 12 de Março de 2016 |
| Meikoomon ganha o concurso de pessoas fantasiadas assustadoramente fofas. Joe e Gomamon se afastam por causa de suas tarefas escolares. Meiko fica atarefada que mal tem tempo para lidar com certas coisas. Maki Himekawa, agente do governo, convida Meikoomon para tomar sorvete, mas ele é capturado por Ken Ichijouji, que faz os Digimons de Mimi e Joe irem atrás e Leomon também, mas este acaba sentindo os efeitos da infecção digital. Com Mimi sendo única capaz de batalhar com o Digimon inimigo, Gomamon se encontra sozinho, incapaz de fazer qualquer coisa, até Kari, trazer Joe a ajudar seu parceiro, que faz ele e Mimi ir a extremo a ponto de chegar a Mega Evolução, fazendo Ken desistir da luta. Entretanto, Meikoomon misteriosamente se torna hostil, mata Leomon e foge para o Mundo Digital, deixando Meiko e os outros Digi-escolhidos em pânico. |          |                    |                     |

## Kokuhaku
Kokuhaku (告白, Confissão), lançado em 24 de setembro de 2016, é o terceiro de seis filmes e nele é contido cinco episódios..
| OVA | Episódio | Título                | Data de exibição       |
| --- | -------- | --------------------- | ---------------------- |
| 3 | 9        | Kokuhaku, episódio 9  | 24 de Setembro de 2016 |
| Algum tempo se passou desde que Meikoomon entrou no Mundo Digital. Meiko ainda se encontra deprimida desde o último incidente. Kari e Takeru vão procurar Ken, mas parece não ter nenhuma notícia. Mimi e Sora tenta animar Meiko que ainda se encontra deprimida. Yamato foi procurar Maki e Daigo para saber detalhes da infecção digital, mas Maki não abre o jogo. O pai de Meiko ainda está ocupado por causa do serviço, mas procura um tempo para animar sua filha. Joe pede a Kouchiro um tempo porque tem trabalhado nos Digimons sem descanso e deixar as coisas com ele. |          |                       |                        |
| 3 | 10       | Kokuhaku, episódio 10 | 24 de Setembro de 2016 |
| Takeru chega na casa de Kouchiro e vê ele dormindo, enquanto Joe fica trabalhando nos Digimons. Patamon se torna violento e machuca Takeru, mas depois volta ao normal. Takeru descobre que seu Digimon foi infectado e decide levar Patamon pra sua casa. Joe o questiona, mas Patamon decide ir com Takeru. Os outros Digi-escolhidos descobre de Takeru e decidem que querem ter seus Digimons de volta. Takeru conta a Meiko que Patamon foi infectado. Patamon também descobre que está infectado e pede para que o mate, mas Takeru fica tocado com as palavras de Patamon e chora junto de Patamon. Yamato descobre que seu irmão está com problemas e tenta ajudá-lo, mas Takeru não abre o jogo. Kouchiro faz uma varredura para saber se existe mais infecção nos Digimons. Além de Patamon, Agumon também começa a sentir os efeitos da infecção. De repente o telefone de Kari é ligado sozinho e algo começa a se apossar de Kari. |          |                       |                        |
| 3 | 11       | Kokuhaku, episódio 11 | 24 de Setembro de 2016 |
| Os Digimons foge da casa de Kouchiro, mas são surpreendidos por Kari possuída e diz que os Digimons infectados tem o poder de destruir mundos, tanto o digital quanto o mundo humano e para que isso não aconteça, apenas um sacrifício seria preciso para que isso não aconteça. Kari depois desmaia e Maki a pega. Ela fala também de um outro jeito como um Reboot, um reinício. Se os Digimons fossem afetados por esse Reboot, eles teriam suas memórias apagadas, que chocam os Digimons. Himekawa leva Kari para o hospital. Os Digimons resolve passar seus últimos momentos com os Digi-escolhidos antes da chegada do momento certo. |          |                       |                        |
| 3 | 12       | Kokuhaku, episódio 12 | 24 de Setembro de 2016 |
| Meikoomon aparece no mundo humano, porém passou por uma Digi-evolução. Os outros o confrontam, exceto Patamon porque Takeru não permite pelo fato de estar infectado. Contudo, Patamon acaba indo no Mundo Digital, mas acaba sentindo os efeitos da infecção, não apenas ele, mas todos os Digimons são infectados, exceto Greymon. Kouchiro descobre que as distorções são o resultado de código binário que está sendo substituído por uma língua diferente, mas Tentomon fala do Reboot que lhe foi mencionado por Himekawa e acaba achando um jeito para impedir tal ato, mas Tentomon acaba sentindo os efeitos da infecção. Kouchiro alcança seus amigos e coloca Tentomon para ajudar Greymon, que evolui para Metal Greymon, mas ele acaba sendo infectado. Kouchiro o pede para Tentomon entrar no cubo, que pode ajudar a impedir que os Digimons se livrem da infecção, como também os outros Digimons, mas Tentomon se despede de Kouchiro e confronta seus amigos Digimons. Depois de saírem do portal, acontece uma contagem regressiva, mas HerculesKabuterimon, mega Digi-evolução de Tentomon empurra todos os seus amigos Digimons no portal e depois se fecha, como também se encerra sua contagem regressiva, que se originou num Reboot, reinício de todos os Digimons. |          |                       |                        |
| 3 | 13       | Kokuhaku, episódio 13 | 24 de Setembro de 2016 |
| Taichi depois decide se reunir com seus amigos Digimons, mesmo não se lembrando deles, eles decidem ir para o Mundo Digital. Meiko se sente arrasada pelo fato de Meikoomon infectar todos os Digimons. Takeru foi buscar Meiko para ir no Mundo Digital, mas ela se recusa, mas Takeru afirma que os amigos não se abandonam e que estaria esperando lá. Eles se reúnem com Maki e Daigo e cria um portal que os levaria para o Mundo Digital. Daigo foi buscar Meiko para ir no Mundo Digital, mas seus amigos foram na frente. Eles depois presenciam a luta entre Alphamon e Jesmon. Eles depois descobrem que parte do Mundo Digital se fundiu ao mundo humano. Eles depois ouvem o som de um apito e descobrem que se trata de seus amigos Digimons, mas eles não o reconheciam pelo fato de sofrer o Reboot. Apenas Meikoomon que se encontrava escondida, que tinha as memórias de Meiko. Himekawa se encontra com Gennai, que estava com o disfarce digital de Ken Ichijouji. |          |                       |                        |

## Sōshitsu
Sōshitsu (喪失, Perda), foi lançado em 25 de fevereiro de 2017, é o quarto de seis filmes..
| OVA | Episódio | Título                | Data de exibição        |
| --- | -------- | --------------------- | ----------------------- |
| 4 | 14       | Sōshitsu, episódio 14 | 25 de fevereiro de 2017 |
| A aventura se foca nas lembranças de Maki e Daigo na praia na infância, que logo dá de cara com os Digimons. Maki logo depois recebe um Digi-vice. Os Digi-escolhidos tentam se dar bem com os Digimons que foram separados deles após a reinicialização, mas Yokomon, parece estar desconfiada de Sora, de alguma forma fica hostil. Logo depois, Meicoomon aparece diante de Taichi e de seus amigos, que logo depois some. Taichi decide reunir Meiko com Meicoomon, mas depois seus Digimons passam por uma Digi-evolução. |          |                       |                         |
| 4 | 15       | Sōshitsu, episódio 15 | 25 de fevereiro de 2017 |
| Depois de passar por uma Digi-evolução, Piyomon ainda trata Sora de forma hostil. Sora depois passa a ficar mal. Yamato e Taichi tenta anima-la mas esta se encontrava mal ainda. Mugendramon aparece e lança seu ataque. Taichi, Yamato e Kouchiro tenta fazer seus Digimons a Digi-evoluirem, mas parece que a reinicialização fez com que eles não se lembrem como faz. Meicoomon usa uma trans dobra que manda Taichi e os outros para lugares diferentes. Daigo procura por Meiko e Maki, mas logo descobre que ambas estão desaparecidas. Sora tenta criar um vinculo com Piyomon, mas parece não ter êxito, até elas encontrarem Meiko, que se encontrava desacordada. |          |                       |                         |
| 4 | 16       | Sōshitsu, episódio 16 | 25 de fevereiro de 2017 |
| Sora ainda se encontrava mal por causa de Piyomon, mas Meiko tenta anima-la. Sora conta que já se encontraram com Meicoomon. Depois Meicoomon aparece e acaba sendo hostil com Meiko por ser deixada pra trás, mas logo depois Meiko consegue acalmá-la. Logo depois, Mugendramon aparece e Ken logo aparece com ele. Depois, Ken depois se revela como Gennai e revela que a reinicialização foi tudo parte do plano de Yggdrasil para criar uma nova ordem mundial onde os seres humanos e Digimons já não interagem uns com os outros e precisava que Meicoomon Digi-evoluisse para a última forma. Meicoomon manda outras trans dobras que reúne os Digi-escolhidos. Eles depois vão a um navio atracado. Metalseadramon tenta atacá-los, que força os Digi-escolhidos a saírem para distrai-los. Piyomon tenta ser legal com Sora e depois elas saem do navio para o combate contra Gennai. |          |                       |                         |
| 4 | 17       | Sōshitsu, episódio 17 | 25 de fevereiro de 2017 |
| Daigo recebe a visita de Hackmon e conta que Maki estava envolvida com o Yggdrasil que tem suas mãos em Gennai e metas como Meicoomon para algo conhecido como "Libra". Maki se encontra com Tapirmon, mas este parece não reconhece-la. Os Digi escolhidos tem uma batalha difícil com Metalseadramon e Mugendramon, até os Digimons de Taichi, Yamato, Sora, Takeru e Kouchiro Digi-evoluirem e até Mega-digievoluirem e vencerem esses Digimons Metalseadramon e Mugendramon. Depois eles voltam a sua primeira forma. Yamato e Taichi tenta se desculpar com Sora até depois de serem chamados de idiotas. Gennai provoca Meicoomon a ponto de enforcar a Meiko. Depois da batalha, eles vêem Gennai comemorando vitorioso com Meicoomon em sua real forma e Meiko no chão depois de ser enforcada por Gennai.                                                                               |          |                       |                         |

## Kyōsei
Kyōsei (喪失, Coexistência), foi lançado em 30 de setembro de 2017, é o quinto de seis filmes.
| OVA | Episódio | Título              | Data de exibição       |
| --- | -------- | ------------------- | ---------------------- |
| 5 | 18       | Kyōsei, episódio 18 | 30 de setembro de 2017 |
| A história foca de quando Meiko e Meocoomon se conheceram na infância. De volta a realidade Meocoomon enfurecido digivolve para Meicrackmon e sai através de uma distorção. Maki é então vista brevemente tropeçando pelo Mundo Digital em busca de Tapirmon. Quando Digimons começa a se materializar na Terra, Hackmon explica a Daigo e ao Professor Mochizuki que "Libra" ou Meicoomon nasceram de um fragmento de dados remanescentes de Apocalymon. Meiko deveria suprimir a escuridão dentro de seu parceiro Digimon. No entanto, a homeostase considera o poder irrestrito de Meicoomon como uma ameaça existencial para ambos os mundos e decide eliminá-la. Enquanto isso, o Digi-escolhidos tentam sobreviver às tentativas do Mundo Digital que agora se encontra em colapso. |          |                     |                        |
| 5 | 19       | Kyōsei, episódio 19 | 30 de setembro de 2017 |
| O Digi-escolhidos consegue retornar ao Mundo Real, mas é perseguido pelas pessoas. Com a ajuda de Daigo, o Digi-escolhidos e seus parceiros Digimons se escondem em sua escola para evitar a mídia. O Digi-escolhidos tenta consolar Meiko durante a estadia. Eles também se descontraem para contar histórias assustadoras. |          |                     |                        |
| 5 | 20       | Kyōsei, episódio 20 | 30 de setembro de 2017 |
| No dia seguinte, um Meicrackmon desenfreado confronta Meiko perto da escola. Jesmon intervém e seu ataque resulta em Meicoomon Digi-evolui para Raguelmon. Os Digimons dos Digi-escolhidos evoluem e tentam atrair a um lago acreditando que Meicoomon de Meiko ainda continuasse viva. À medida que a situação se deteriora, a Homeostase possui Kari e adverte os Digi-escolhidos para não interferir. Kari luta para não ser possuída totalmente. |          |                     |                        |
| 5 | 21       | Kyōsei, episódio 21 | 30 de setembro de 2017 |
| Quando Jesmon leva Raguelmon ao Mundo Digital, os Digi-escolhidos, seus parceiros Digimons e Daigo os perseguem. Eles chegam em uma área desértica do Mundo Digital, onde Alphamon se junta à briga. Seis dos Digimon retornam à sua forma original como resultado do ataque de Alphamon, deixando apenas Omegamon, Raguelmon, Alphamon e Jesmon. No Mundo Digital, Maki angustiada ainda procura por Tapirmon, mas encontra-se no Oceano escuro. Quando ela aparentemente se afoga, Daigo sente isso e lamenta sua incapacidade de salvá-la. Meiko cai no desespero e pede aos Digi-escolhidos que destrua Raguelmon. Taichi resolve cumprir seu desejo apesar das objeções dos outros Digi-escolhidos. Durante a batalha, abre-se uma fissura que resulta no desaparecimento de Taichi e Daigo e Omegamon protege Meiko e Yamato. No rescaldo, Raguelmon está incapacitado perto dos óculos de Taichi. Em desespero, Kari se envolve em um Digicódigo rubro. O código então faz com que um Nyaromon enfraquecido digivolve no Ophanimon Modo Caído, que cria um portal escuro. Raguelmon então se funde com Ophanimon Modo Caído em um Digimon desconhecido Ordinemon. O mundo real é então coberto por um apagão universal, já que os Digimons invasores tornam-se capaz de se moverem. Depois, o Mundo Digital começa a engolir o Mundo Real. Recusando desistir, Yamato fica com os óculos de Taichi e faz os outros Digi-escolhidos continuar lutando. |          |                     |                        |

## Bokura no Mirai
Bokura no Mirai (ぼくらの未来, Nosso futuro), foi lançado em 5 de maio de 2018, é o sexto e último da série.
| OVA | Episódio | Título                       | Data de exibição  |
| --- | -------- | ---------------------------- | ----------------- |
| 6 | 22       | Bokura no Mirai, episódio 22 | 5 de maio de 2018 |
| Acreditando que o Taichi estivesse morto, os Digi-escolhidos retornam ao mundo real. Enquanto isso, Taichi acorda em uma instalação onde ele encontra um Nishijima gravemente ferido. Nishijima revela que os desaparecidos Digi-escolhidos estão em criostase e foram capturados depois de descobrir o plano do IggDrasil. Gennai aparece e interrompe o sistema de suporte de vida da instalação. Ele oferece uma maneira de escapar para o mundo real através das cápsulas, mas isso fará com que facilite e se autodestrua. |          |                              |                   |
| 6 | 23       | Bokura no Mirai, episódio 23 | 5 de maio de 2018 |
| Nishijima engana Taichi para entrar na última cápsula e os envia de volta antes de sucumbir às suas feridas e também passa uma mensagem em seu leito de morte "Continue acreditando". Com Kari ainda em choque e Takeru tendendo a ela, os outros Digi-escolhidos luta contra Ordinemon, exceto Agumon por Taichi estar desaparecido mas são derrotados. Hackmon informa sobre a intenção da Homeostasis de reiniciar toda a tecnologia digital no mundo real para parar o Ordinemon. No entanto, isso prejudicaria toda a infra-estrutura criada pelo homem. Recusando-se a desistir, Yamato e os outros têm Meiko para atrair Ordinemon para o mar e enfrentá-la novamente, mas sem sucesso. Kari supera seu trauma e tem uma visão de Tailmon dentro de Ordinemon, que revela que toda a luz reside em Meicoomon. |          |                              |                   |
| 6 | 24       | Bokura no Mirai, episódio 24 | 5 de maio de 2018 |
| Guiado pela visão de Kari, Kouchiro descobre que as memórias de todos os Digimons têm um backup armazenado dentro de Meicoomon, o que explica por que suas memórias estão intactas. Meiko desbloqueia as memórias seladas dentro de Meicoomon, restaurando as memórias perdidas e extraindo Tailmon de Ordinemon. A reinicialização do mundo real é interrompida por Hackmon. No entanto, o IggDrasil inunda o Ordinemon com dados corrompidos. |          |                              |                   |
| 6 | 25       | Bokura no Mirai, episódio 25 | 5 de maio de 2018 |
| Taichi se junta aos outros salvando Meiko, enquanto relutantemente digivolve seu parceiro Digimon. Kari pede para seu irmão não atacar o Ordinemon, porque nele residia sua luz, mas Taichi e Yamato diz que não haveria outro método. Kari se junta a luta junto do Omegamon e os Digi-escolhidos. Durante o curso da batalha, o Digivice de Meiko deperta o Modo Misericordioso de Omegamon. Omegamon destrói o Ordinemon, excluindo Meicoomon no processo. Gennai sai de uma distorção digital depois que os planos do IggDrasil são frustrados. Enquanto o mundo se recupera, Meiko retorna para sua cidade natal em Tottori enquanto a Homeostasis desliga o IggDrasil à força. Kouchiro começa a trabalhar em um portão que permitiria a travessia entre mundos sem um D-3. Os outros Digi-escolhidos que estavam em êxtase, foram libertados. O paradeiro de Maki ainda é desconhecido. Três meses depois, é véspera de Natal. Sora muda o cabelo. Taichi liga para Meiko no telefone e Agumon interrompe declarando que eles sempre serão amigos. |          |                              |                   |